# 포리스트히스

포리스트히스의 위치

포리스트히스(영어: Forest Heath)는 잉글랜드 서퍽주에 위치한 비도시 자치구로 중심 도시는 밀든홀이며 인구는 62,812명(2014년 기준), 면적은 377.7km2이다.